# Pinhão (Cabo Verde)
Pinhão es una localidad caboverdiana del municipio de Ribeira Grande.

## Geografía
La localidad está situada en la isla de Santo Antão.

## Organización territorial
La localidad abarca los lugares y barrios de:
- Chã de Barro
- Chanzinha
- Cidreira
- Covoada de Grossa
- Cruz
- Duque
- Esmalhada
- Fonte Vermelho
- Grossa
- Ilheu Grande
- Lombo
- Lombo de Castanha
- Lombo Manuel Afonso
- Merada de Fora
- Pé de Topo
- Selada das Pedras
- Seladinha
- Tambor
- Travessa